# Vestalernas hus

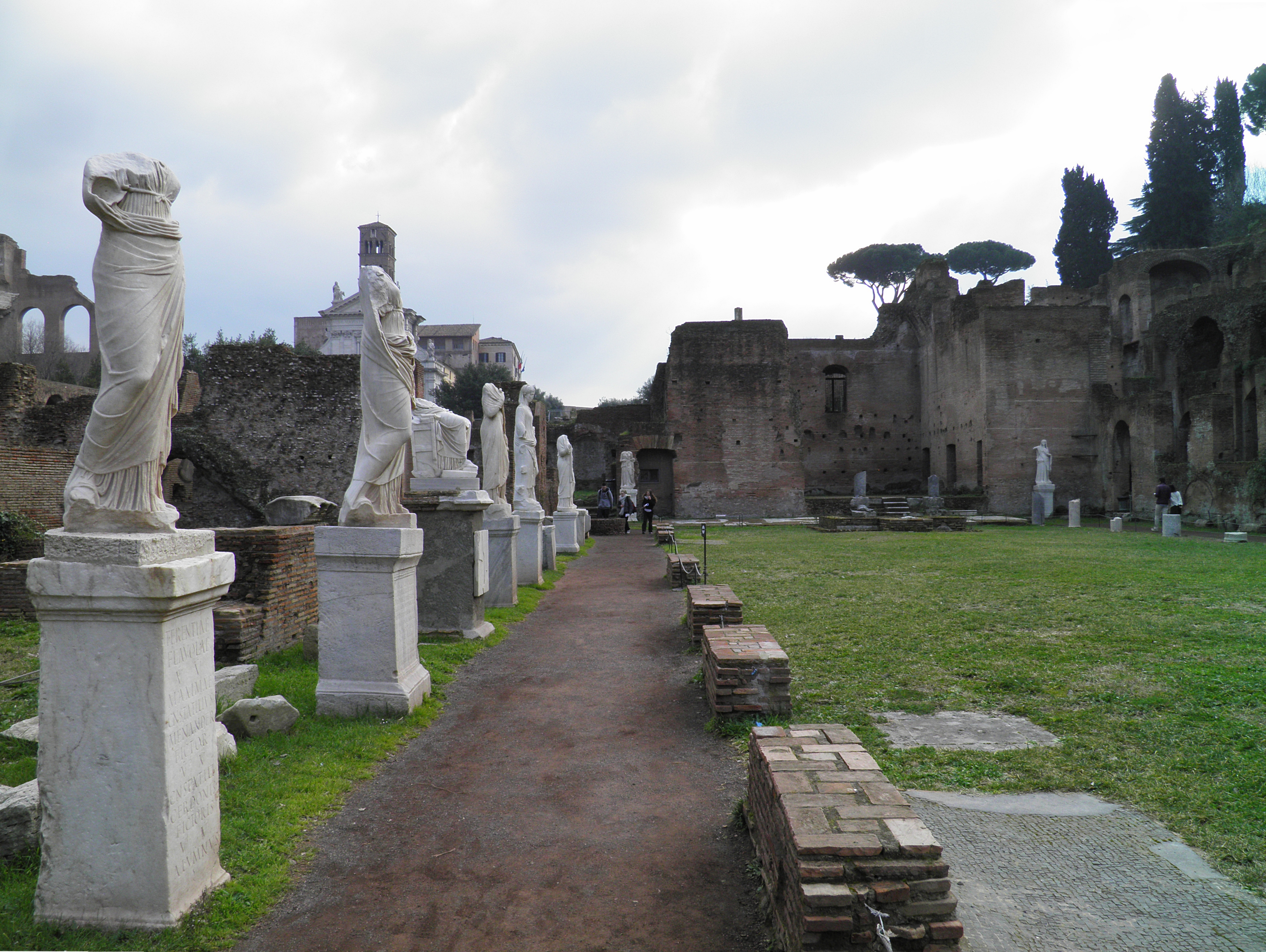
Vestalernas hus.

Vestalernas hus (latin: Atrium Vestae) var vestalernas bostad i antikens Rom. Här levde vestalerna, som alltid var sex stycken. Tjänsten som prästinna i Vestas kult varade som kortast trettio år men många vestaler valde att behålla sin roll livet ut. Vestalernas hus var beläget på Forum Romanum i anslutning till Vestatemplet vid foten av Palatinen där vestalerna bland annat vakade över Vestas eviga eld.
De tidigaste spåren av en bostad för vestalerna vid Vestatemplet är från slutet av 200-talet f.Kr. I byggnaden fanns då sex lika stora rum, vilka troligen var vestalernas sovrum, ett större gemensamt rum, samt en innergård. Flera rum lades till under den sena republiken, troligen i samma skede som att Julius Caesar valdes till Pontifex Maximus, det vill säga överstepräst, 63 f.Kr. Ett av dessa rum verkar ha haft ett rituellt syfte, vilket visar att rituella aktiviteter utöver i Vestatemplet även kunde utföras i vestalernas bostadshus.
Vestalerna var ansvariga framförallt under senrepubliken, för att förvara och skydda viktiga rättsakter - bland annat testamenten. Vestalerna beskyddade även personliga förmögenheter. Enligt Suetonius gav Julius Caesar sitt testamente till virgo maxima (överste vestalen), som i sin tur har förmedlat den till offentligheten efter Caesars död. I och med att Vestatemplet var mycket litet och enligt romersk kutym endast var en plats för gudomlig dyrkan - och inte en skattkammare och förvaringslokal likt de grekiska templen, har vestalernas hus troligtvis varit förvaringsplats för dessa viktiga akter och dokument.
År 12 f.Kr. tog Augustus över titeln som Pontifex Maximus och flyttade då ämbetets officiella bostad från Domus Publica där den tidigare hade varit, till sin egen bostad på Palatinen. Domus Publica, som låg intill vestalernas hus, donerades till vestalerna och blev en del av deras bostad istället.
Vestalernas hus fick sin definitiva utformning vid en ombyggnad under Trajanus kejsartid, runt år 113 e.Kr. Byggnaden, som nu var i två våningar, blev då betydligt större och mer utsmyckad. Förutom bostäder för vestalerna och deras tjänare och slavar fanns också bland annat ett badrum och ett större rum som kan ha fungerat som en ceremoniell matsal.
På innergården fanns statyer av tidigare överstevestaler (Virginis Vestalis maxima, Virgo vestalis maxima eller Vestalis maxima) vars roll var att överse de andra prästinnorna. Dessa kvinnor var de högst uppsatta prästinnorna i antikens Rom och hade ansvar för att vestalerna både lärde sig och följde sina plikter.